# Noguera Pallaresa
De Noguera Pallaresa is een rivier in Catalonië, Spanje. Hij ontspringt bij Era Font d'era Noguereta in de gemeente Naut Aran (Val d'Aran) op een hoogte van ongeveer 2000 m en op nauwelijks 100 m van de Garonne. Terwijl de Garonne richting de Atlantische Oceaan stroomt, stroomt de Noguera Pallaresa zuidwaarts en mondt vlak voor het stuwmeer van Camarasa (Noguera) in de Segre, die op zijn beurt weer in de Ebro uitmondt om zo in de Middellandse Zee terecht te komen. De Noguera Pallaresa is afgedamd op verschillende plekken zoals de Talarn Dam en de grootste stuwmeren zijn La Torassa (tussen Esterri d'Àneu en La Guingueta d'Àneu in de Pallars Sobirà), Sant Antoni (boven Talarn in de Pallars Jussà), Terradets (in de gemeente Àger in Noguera) en Camarasa (vlak voor het instromen van de Segre).

## Wildwater sporten
Tussen de dam in het stuwmeer Panta de la Torrassa en het meer Panta de Sant Antoni is de rivier een favoriete baan voor wildwaterkanoën en -raften. In de lente en zomer valt de rivier 's nachts droog, maar 's ochtends wordt de stuw geopend en in enkele uren wordt het een vrij volumineuze rivier met wildwaterklasse 2, 3 en 4 stroomversnellingen. 's Avonds wordt de stuw weer gesloten. 